# Előgerinchúrosok
Az előgerinchúrosok vagy zsákállatok (Tunicata) tengeri állatok, a gerinchúrosok (Chordata) törzsének egyik altörzsét alkotják. Őseikből alakultak ki az evolúció során a mai gerincesek (Vertebrata).
Mintegy 1250 fajuk ismert.

## Testfelépítés
A kifejlett állatok testét kívülről szénhidrátokból felépülő zsákszerű burok (héj) borítja, amely együtt nő az állattal. Benne vérerek, vérsejtek találhatók.
Lárvaállapotban testük farki részében belső szilárdító tengelyváz, a gerinchúr található. Ezt duzzadt sejtek sora alkotja, amelytől testük szilárd és rugalmas is lesz egyben. Csak az úgynevezett farkos zsákállatok gerinchúrja marad meg kifejlett korukra, a többi fajnak csak lárvakorában van gerinchúrja.
A zsákállatok bélcsatornájának eleje kitágult, falát nyílások törik át, így légzésre alkalmas kopoltyúbéllé alakult.

## Életmód
A farkos zsákállatok igen kis méretűek, néhány milliméteres testük jóval nagyobb zsákban helyezkedik el. Szabadon lebegő életmódot folytatnak, néha óriási tömegekben jelennek meg a tenger mélyebb rétegeiben, ahol a bálnák táplálékként fogyasztják őket. A kifejlett farkos zsákállatok testén két nyílás figyelhető meg. Az egyiken beszívják a vizet, amely tele van apró élőlényekkel és szerves törmelékkel, így szerzik táplálékukat és lélegeznek egyszerre. A megszűrt víz azután a másik nyíláson át a szabadba áramlik. Ivarosan szaporodnak, többségében hímnős állatok.
A jóval nagyobb méretű aszcídiák többnyire helytülő, testük egyik végével az aljzathoz rögzülő zsákállatok. Testük másik végével a tenger felsőbb rétegeiből alászálló szerves törmeléket szűrik ki a vízből. Csak lárva alakjuk úszik szabadon. Váltivarúak, de ivartalanul is szaporodnak.
Idegrendszerük a test háti oldalán, a gerinchúrjuk és az előbél fölött elhelyezkedő, a velőcsőből kialakuló csőidegrendszer. A mozgásirányító cerebrális ganglion fejlődésük során redukálódik, de a felnőtt állat az önálló mozgás nélküli léthez igazodó aggyal rendelkezik. A Thaliacea lárvaállapota redukálódott vagy megszűnt, felnőtt példányai pelágikusak.
Hasi oldalukon található nyílt keringési rendszerük központja a szív. Vérükben a vanádium a környező víznél akár 10 000 000-szor nagyobb mennyiségben is előfordulhat V3+-ként. Ennek stabilitásához a pH-nak 2 alatt kell lennie, ezt kénsavtartalmú vakuólumokkal éri el.

## Fordítás
Ez a szócikk részben vagy egészben  a   Tunicate című angol Wikipédia-szócikk ezen változatának fordításán alapul.  Az eredeti cikk szerkesztőit annak laptörténete sorolja fel. Ez a jelzés csupán a megfogalmazás eredetét és a szerzői jogokat jelzi, nem szolgál a cikkben szereplő információk forrásmegjelöléseként.